# اسالتیلو (تنسی)
اسالتیلو(به انگلیسی: Saltillo) شهری در ایالت تنسی کشور ایالات متحده آمریکا است که جمعیت آن در سرشماری سال ۲۰۱۰ میلادی، ۳۰۳ نفر بوده‌است.